# 1885 في فرنسا
فيما يلي قوائم الأحداث التي وقعت خلال عام 1885 في فرنسا.

## سياسة

### تعيين في المنصب
- 18 أكتوبر – موريس روفييه نائب فرنسي.

### انتهاء فترة المنصب
- 24 يناير – لويس بونيت عضو مجلس الشيوخ في الجمهورية الفرنسية الثالثة.
- 9 نوفمبر – جورج كليمنصو نائب فرنسي.
- 9 نوفمبر – موريس روفييه نائب فرنسي.

## ظهور
- 1 يناير – بيل أمي رواية من تأليف غي دو موباسان.
- 1 يناير – حطام سينثيا رواية من تأليف جول فيرن.
- 1 يناير – ماثياس ساندورف رواية من تأليف جول فيرن.

## كتب
من الكتب التي صدرت هذه السنة في فرنسا:
- 1 يناير – حطام سينثيا من تأليف جول فيرن.
- 1 يناير – ماثياس ساندورف من تأليف جول فيرن.

## مواليد

### يناير
- 22 يناير – أوجين كريستوف درّاج طريق فرنسي.

### فبراير
- 3 فبراير - كميل أرامبورغ، إحاثي فرنسي.

### أبريل
- 12 أبريل – روبرت ديلوناي رسام فرنسي.

### يونيو
- 15 يونيو – رولان دورجليه كاتب فرنسي.
- 26 يونيو – جان هللو سياسي فرنسي.

### يوليو
- 26 يوليو – أندريه موروا كاتب فرنسي.

### أغسطس
- 12 أغسطس – جان كابان فيزيائي فرنسي.

### سبتمبر
- 21 سبتمبر – هنري بيرو كاتب فرنسي.

### أكتوبر
- 11 أكتوبر – فرنسوا مورياك مؤلف فرنسي.

### نوفمبر
- 9 نوفمبر – هنري رولين صحفي فرنسي.

## وفيات

### يناير
- 1 يناير – فيليكس بونفيس (مواليد 1831) مصور فرنسي.

### مايو
- 22 مايو – فكتور هوغو (مواليد 1802) كاتب فرنسي.

### يوليو
- 23 يوليو – فيكتور بونيت (مواليد 1814) عالم اقتصاد فرنسي.

### أكتوبر
- 31 أكتوبر – نيكولا جولي (مواليد 1812) عالم حيوان فرنسي.